# Jasmin Sneed
Jasmin Gabriela Sneed (ur. 15 listopada 1997) – amerykańska siatkarka, grająca na pozycji środkowej. 

## Sukcesy klubowe
- 2018:  Mistrzostwo Atlantic 10 Conference
- 2019:  Mistrzostwo Atlantic 10 Conference
- 2020:  Mistrzostwo Atlantic 10 Conference
- 2021:  Wicemistrzostwo Ukrainy